# Каскейд (округ, Монтана)
Шаблон:StateAbbr_ 47°19′ пн. ш. 111°21′ зх. д. / 47.31° пн. ш. 111.35° зх. д.
Округ  Каскейд (англ. Cascade County) — округ (графство) у штаті  Монтана, США. Ідентифікатор округу 30013.

## Історія
Округ утворений 1887 року.

## Демографія
За даними перепису 
2000 року 
загальне населення округу становило 80357 осіб, зокрема міського населення було 64387, а сільського — 15970.
Серед мешканців округу чоловіків було 39756, а жінок — 40601. В окрузі було 32547 домогосподарств, 21450 родин, які мешкали в 35225 будинках.
Середній розмір родини становив 2,97.
Віковий розподіл населення поданий у таблиці:
| Стать    | До 15 років | 15-21 | 22-29 | 30-39 | 40-49 | 50-65 | 65-85 | Понад 85 |
| -------- | ----------- | ----- | ----- | ----- | ----- | ----- | ----- | -------- |
| Чоловіки | 8762        | 4205  | 4045  | 5703  | 5981  | 6244  | 4376  | 440      |
| Жінки    | 8401        | 3842  | 3755  | 5658  | 6188  | 6325  | 5433  | 999      |

## Суміжні округи
- Чуто — північний схід
- Джудит — схід
- Мар — південь
- Льюїс-енд-Кларк — захід
- Тетон — північний захід

## Виноски
1. ↑  US Decennial Census. US Census Bureau. Архів оригіналу за 12 квітня 2013. Процитовано 27 листопада 2014.
2. ↑  Historical Census Browser. University of Virginia Library. Архів оригіналу за 11 серпня 2012. Процитовано 27 листопада 2014.
3. ↑  Population of Counties by Decennial Census: 1900 to 1990. US Census Bureau. Архів оригіналу за 22 вересня 2018. Процитовано 27 листопада 2014.
4. ↑  Census 2000 PHC-T-4. Ranking Tables for Counties: 1990 and 2000 (PDF). US Census Bureau. Архів оригіналу (PDF) за 18 грудня 2014. Процитовано 27 листопада 2014.
5. ↑  State & County QuickFacts. US Census Bureau. Архів оригіналу за 8 липня 2011. Процитовано 14 вересня 2013.(англ.) Наведено за англійською вікіпедією.
6. ↑  American FactFinder. Бюро перепису населення США. Архів оригіналу за 29 липня 2011. Процитовано 31 січня 2008.

| США | Це незавершена стаття з географії США. Ви можете допомогти проєкту, виправивши або дописавши її. |